# Добра (Требишов)
Добра (слч. Dobrá) насељено је мјесто са административним статусом сеоске општине (слч. obec) у округу Требишов, у Кошичком крају, Словачка Република.

## Становништво
| Година:    | 1994. | 2004.    | 2014.    | 2024.   |
| ---------- | ----- | -------- | -------- | ------- |
| Број људи: | 353   | 414      | 487      | 505     |
| Разлика:   |       | +17,28 % | +17,63 % | +3,69 % |

| Година:    | 2023. | 2024.   |
| ---------- | ----- | ------- |
| Број људи: | 507   | 505     |
| Разлика:   |       | -0,39 % |

Према подацима о броју становника из 2011. године насеље је имало 441 становника.